# 옥산초등학교 (울산)
옥산초등학교는 대한민국 울산광역시 남구에 있는 초등학교다.

## 학교 연혁
- 2002. 03. 01 삼호초등학교에서 분리 개교 (37학급, 1,395명)
- 2004. 02. 28 월계초등학교 분리 개교 (26학급, 825명)
- 2009. 09. 12 교원능력개발평가 시범학교 운영
- 2009. 07. 15 사교육 없는 학교 지정 (3년간)
- 2013학년도 학력증진우수학교, 생활지도 우수학교, 주5일수업제 우수학교, 교원업무경감우수학교, 에너지 절약 우수기관 선정
- 2014. 02. 20 제12회 졸업식(졸업생 182명, 누계 2601명)
- 2014. 03. 01 36학급 편성(일반학급34,특수학급2)
- 2014학년도 진로교육활성화 선도학교, 생활지도 우수학교, 청렴시책 우수기관, 청렴동아리 우수기관 선정
- 2014. 09. 01 제5대 심정필 교장 부임
- 2015. 02. 16 제13회 졸업식(졸업생 161명, 누계 2772명)
- 2015. 03. 01 35학급 편성(일반학급33,특수학급2)
- 2015. 03. 01 학교진로교육연구학교 운영
- 2015. 03. 01 PAPS 맞춤형 건강체력 증진과 행복운동 운영